# هيركس أدفانتشرز
هيركس أدفانتشر (بالإنجليزية: Herc's Adventures)‏، هي لعبة فيديو أمريكية، من تطوير ونشر لوكاس آرتز، صدرت اللعبة في الأسواق سنة 1997، وتعمل على نظامي سيغا ساترن وبلاي ستيشن.